# L'Homme au cerveau greffé
L'Homme au cerveau greffé (italià: L'uomo dal cervello trapiantato) és una pel·lícula de ciència-ficció del 1972 de coproducció franco-italo-germana escrita i dirigida per Jacques Doniol-Valcroze. Està basada llunyanament en una novel·la d'Alain Franck i Victor Vicas. Va participar en la selecció oficial del Festival Internacional de Cinema de Sant Sebastià 1972.

## Sinopsi
El professor Marcilly, sabent que està condemnat per una malaltia cardíaca, li ha trasplantat el seu cervell al cos d'un jove que ha patit accident de trànsit. Després d'haver reeixit l'operació, el nou personatge es pregunta quina era la vida d'aquell cos que ha pres.

## Repartiment
- Mathieu Carrière
- Nicoletta Machiavelli
- Marianne Eggerickx
- Michel Duchaussoy
- Jean-Pierre Aumont
- Martine Sarcey
- Benoît Allemane
- Monique Mélinand
- Andrée Tainsy
- Christian Duroc
- Pierre Santini